# راکهمپتون (استرالیا)
راکهمپتون یا راکهمپتن (به انگلیسی: Rockhampton) شهری است در شرق کوئینزلند استرالیا.
این شهر در کناره اقیانوس آرام و در مرکز کوئینزلند قرار گرفته و فاصله آن با بریزبین بیش از ششصد کیلومتر است.
آب و هوای نیمه استوایی دارد و جمعیت آن کمتر از شصت هزار نفر است.
ناحیه‌ای که این شهر در آن قرار گرفته به نام «کوئنیزلند مرکزی» شهرت دارد هرچند این ناحیه در شرق این ایالت است نه در مرکز آن. دانشگاه کوئینزلند مرکزی در این شهر قرار دارد.

## پیوندها
- راکهمپتون در وپ انگلیسی
- شورای شهر راکهمپتون بایگانی‌شده  در ۲۷ دسامبر ۲۰۱۰ توسط Wayback Machine
- درباره کوئینزلند مرکزی